# Burg Dourdan
Die Burg Dourdan (französisch Château de Dourdan) in der Stadt Dourdan zwischen Paris und Chartres ist eine typische Befestigung vom Beginn des 13. Jahrhunderts. Sie wurde im Auftrag König Philipp II. gebaut, um eine hölzerne Befestigung zu ersetzen. Der Burggraben wurde ähnlich wie beim Louvre angelegt.
Die Burg wurde 1385 Eigentum des Herzogs Jean de Valois; das Monatsbild zum April seines berühmten Stundenbuches Très Riches Heures zeigt vermutlich den Zustand der Burg aus der Zeit um 1410. Während der Hugenottenkriege war dort die Garnison der Herzogs von Guise einquartiert; aus dieser Zeit stammen die Pferdeställe. Der Donjon der Anlage ist bei einem Durchmesser von 13,6 Meter rund 30 Meter hoch, ein typischer Vertreter der Donjons aus der Zeit Philippe Augustes.
Im Erdgeschoss findet man die Küche mit den Backöfen, im Obergeschoss einen Wohnraum, unter dem Dach den Saal der Nachtwache. Da der Donjon keine Schießscharten besitzt, kann er keine wichtige Rolle bei der Verteidigung gespielt haben. Er diente jedoch bis ins 17. Jahrhundert als königliches Gefängnis. Wichtige Gefangene in der Burg waren:
- Johanna von Burgund, Schwiegertochter Philipps IV., in der Folge der Affäre um die Tour de Nesle, bis sie von ihrem Ehemann Philipp V. befreit und 1316 Königin von Frankreich wurde.
- La Hire, Kampfgefährte von Jeanne d’Arc

Die Burg steht im heutigen Stadtzentrum, von tiefen und breiten Gräben umgeben, die zur Verteidigung dienten, bis eine Steinmauer mit acht Türmen errichtet wurde, deren Dächer im Ursprung spitz zuliefen. Der Donjon mit seinen 3,80 Meter starken Mauern steht in der Nordecke. Dort befindet sich im Untergeschoss der Stein von Dourdan, der nach einer Sage unter keinen Umständen angehoben werden darf, da derjenige, der dies versucht, ertrinken werde („Qui touche à la pierre de Dourdan périt par l’eau“).

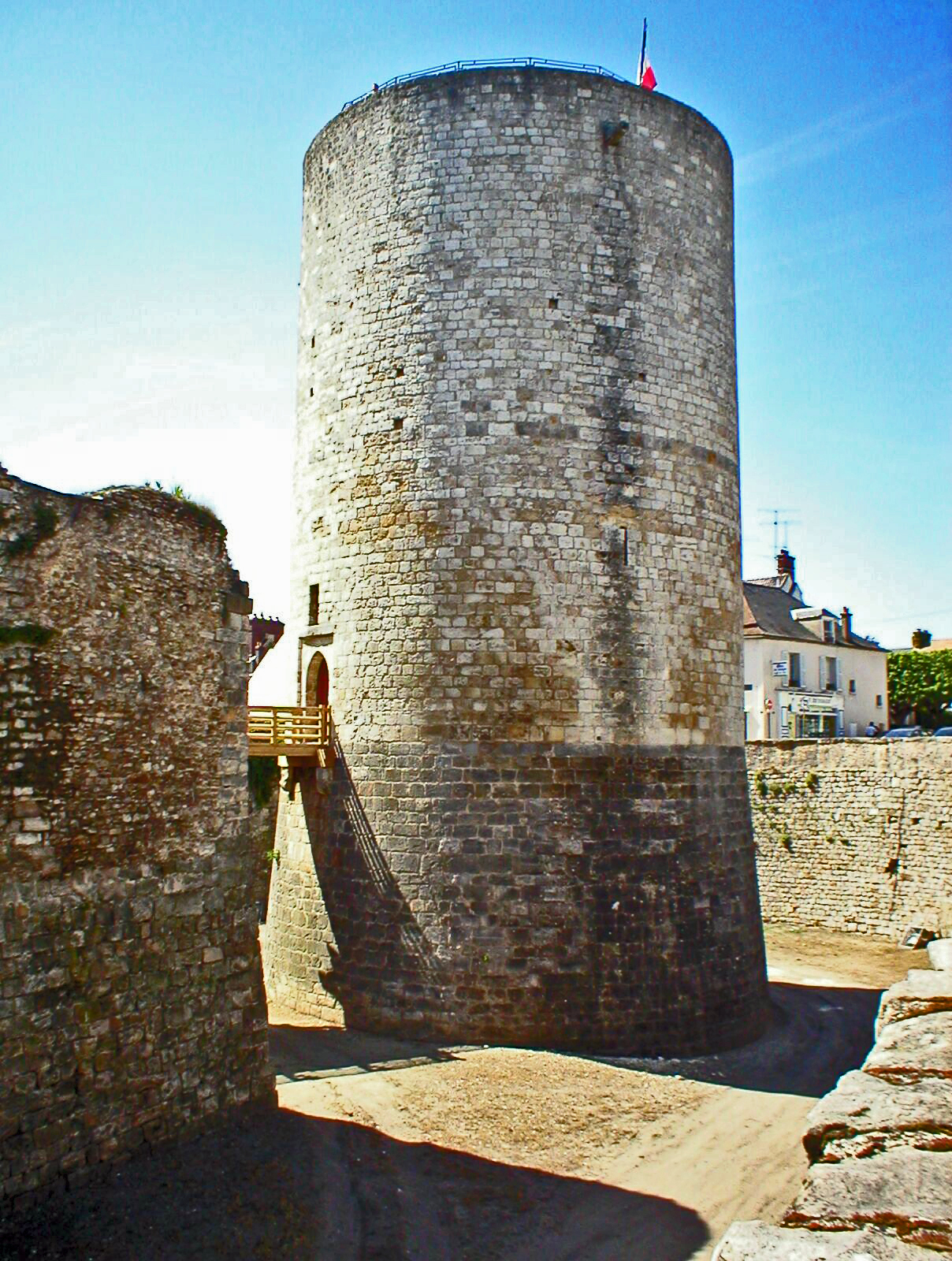
Donjon
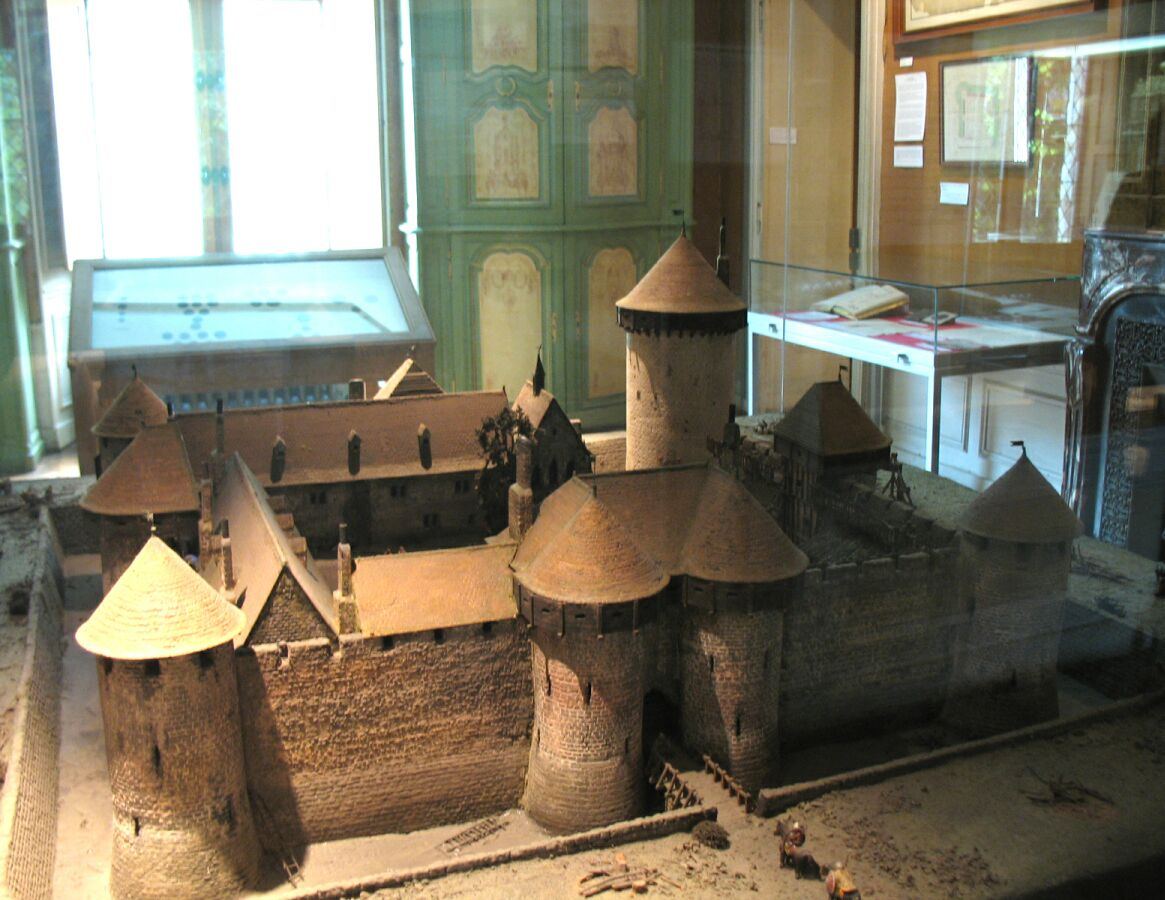
Modell der Burg
Plan der Burg
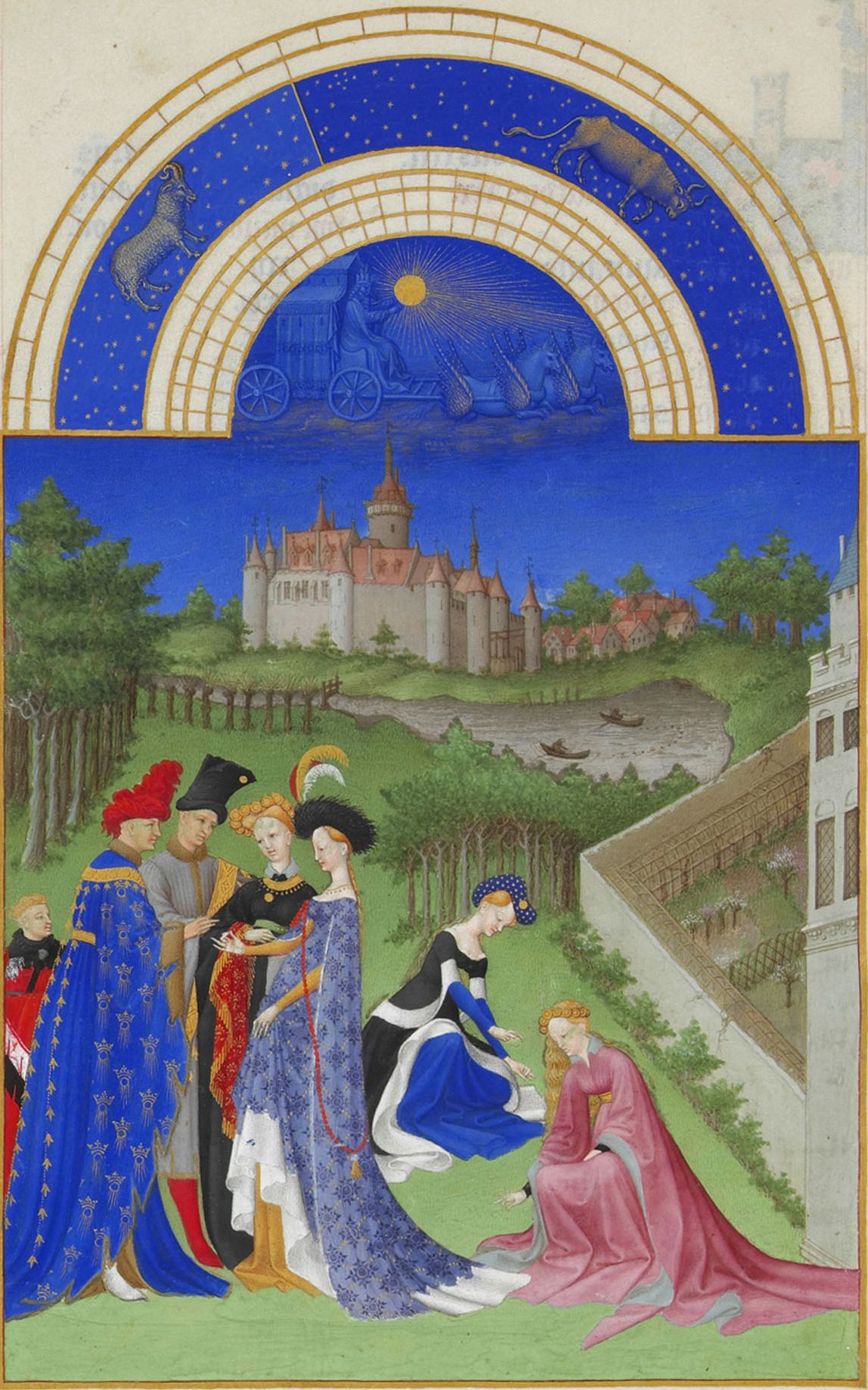
Aprilbild im Stundenbuch Très Riches Heures